# Arzacq-Arraziguet
Arzacq-Arraziguet település Franciaországban, Pyrénées-Atlantiques megyében. Lakosainak száma 1052 fő (2022. január 1.). Arzacq-Arraziguet Pimbo, Philondenx, Cabidos, Garos, Louvigny, Poursiugues-Boucoue és Vignes községekkel határos.

## Népesség
A település népességének változása:
| Lakosok száma | 1054 | 1093 | 1129 | 1089 | 1073 | 1057 | 1054 | 1048 | 1052 |
|               | 2013 | 2015 | 2016 | 2017 | 2018 | 2019 | 2020 | 2021 | 2022 |